# Stellifer mancorensis
Stellifer mancorensis är en fiskart som beskrevs av Chirichigno F. 1962. Stellifer mancorensis ingår i släktet Stellifer och familjen havsgösfiskar. IUCN kategoriserar arten globalt som livskraftig. Inga underarter finns listade i Catalogue of Life.